# Новотроицкое (Аургазинский район)
Новотроицкое (баш. Яңы Троицкий) — деревня в Аургазинском районе Республики Башкортостан Российской Федерации. Входит в состав Тряпинского сельсовета. Население на 1 января 2009 года составляло 0 человек.
Почтовый индекс — 453484, код ОКАТО — 80 205 849 006.

## География

### Географическое положение
Расстояние до:
- районного центра (Толбазы): 18 км
- центра сельсовета (Тряпино): 7 км
- ближайшей ж/д станции (Белое Озеро): 10 км

## Население
| 2002 | 2009 | 2010 |
| ---- | ---- | ---- |
| 5    | ↘0   | →0   |

Согласно переписи 2002 года, преобладающая национальность — чуваши (100 %).